# Tryphon exareolatus
Tryphon exareolatus là một loài tò vò trong họ Ichneumonidae.